# Poeciloneta bihamata
Poeciloneta bihamata là một loài nhện trong họ Linyphiidae.
Loài này thuộc chi Poeciloneta. Poeciloneta bihamata được James Henry Emerton miêu tả năm 1882.